# Lumea Nouă

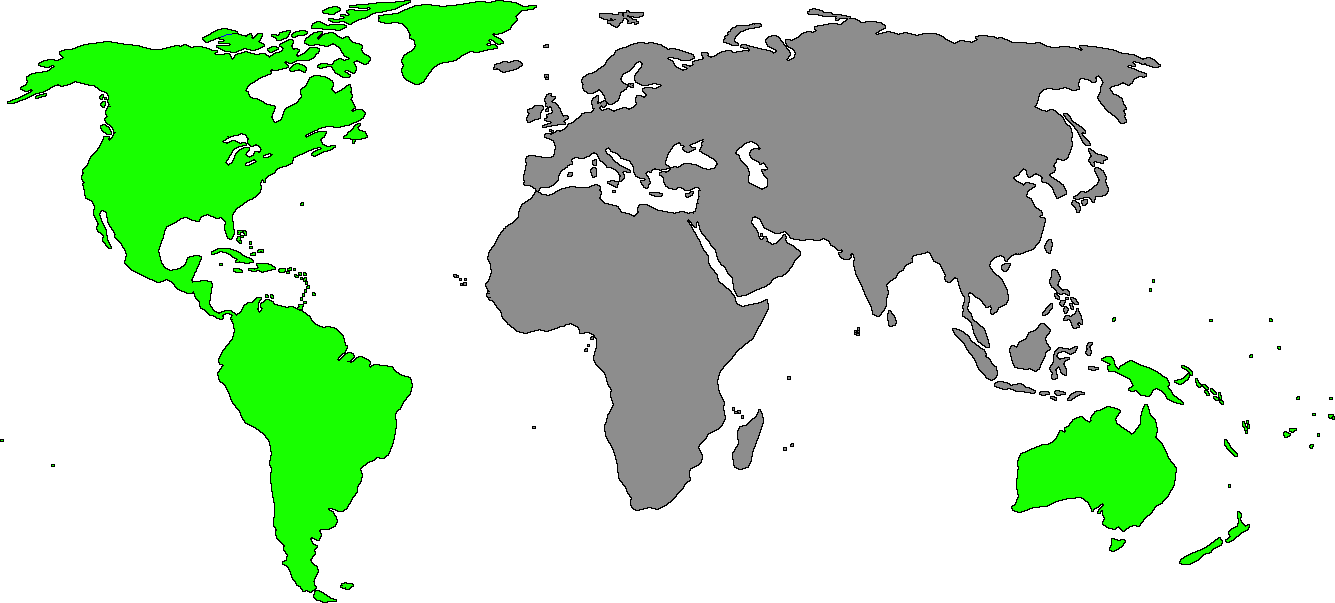
Lumea Nouă

Lumea Nouă este un teritoriu geografic al globului terestru, care cuprinde America de Nord, America de Sud și Oceania, inclusiv Australia. Acest termen este folosit din secolul al XVI-lea și se referea pe atunci la teritoriile descoperite dincolo de Oceanul Atlantic (în America). Această denumire se află în contrapondere cu sintagma „Lumea Veche”, care cuprinde continentele Europa, Africa și Asia.

## Vezi și
- Schimbul columbian